# Bit na sekundę
Bit na sekundę (b/s, bps z ang. bit per second) – jednostka natężenia strumienia danych w medium transmisyjnym (np. pomiędzy dwoma komputerami) oraz jednostka przepustowości, czyli maksymalnej ilości informacji, jaka może być przesyłana przez dany kanał telekomunikacyjny w jednostce czasu.
Powszechnie stosuje się wielokrotności bitu na sekundę. Mogą być one wyrażane z użyciem przedrostków dziesiętnych SI (kilobit na sekundę – kb/s, megabit na sekundę – Mb/s) albo przedrostków dwójkowych IEC 60027–2 (kibibit na sekundę – Kib/s, mebibit na sekundę – Mib/s).

## Jednostki pochodne
kb/s, kilobit na sekundę: 1 kb/s = 1000 b/s
Nie należy mylić z kilobajtami na sekundę. Skrócony zapis tych dwóch jednostek różni się jedynie wielkością litery 'B'. Kilobity na sekundę to kb/s (mała litera 'b'), natomiast kilobajty na sekundę to kB/s (duża litera B'). Dla typowego 8-bitowego bajtu 1 kb/s to szybkość transmisji 8 razy mniejsza niż 1 kB/s (1 kB = 8 kb).
Jednostkę kilobity na sekundę stosuje się do określania maksymalnej przepustowości kanału komunikacji (np. łącza internetowego). Nie służy jednak do określania prędkości przesyłu danych w danym momencie, wielkość taką opisuje się za pomocą kilobajtów na sekundę.
Mb/s (Mbit/s), megabit na sekundę: 1 Mb/s = 106 b/s = 1 000 000 b/s. 
Gb/s, gigabit na sekundę: 1 Gb/s = 109 b/s = 1 000 000 000 b/s
Tb/s, terabit na sekundę: 1 Tb/s = 1012 b/s = 1 000 000 000 000 b/s

### Przepustowość łącza a szybkość transferu danych
Obliczanie czasu przesłania pliku o rozmiarze 1 MiB.
- Na łączu o przepustowości 128 kb/s:

rozmiar pliku = 1 MiB = 1024 KiB = 1024·1024 = 1048576 B = 8388608 b
przepustowość łącza = 128 kb/s = 128·1000 b/s = 128000 b/s
t = rozmiar pliku / przepustowość łącza
t = (8388608 b) / (128000 b/s)
t = 65,536 s ≈ 1 min 6 s
- Na łączu o przepustowości 128 Kib/s:

przepustowość łącza = 128 Kib/s = 128·1024 b/s = 131072 b/s
t = (8388608 b) / (131072 b/s)
t = 64 s = 1 min 4 s